# Kanton Sedan-Nord
Der Kanton Sedan-Nord war bis 2015 ein französischer Wahlkreis im Arrondissement Sedan, im Département Ardennes und in der ehemaligen Region Champagne-Ardenne; sein Hauptort (frz.: chef-lieu) war Sedan. Die landesweiten Änderungen in der Zusammensetzung der Kantone brachten im März 2015 seine Auflösung. Seine letzten Vertreter im Generalrat des Départements waren Dominique Billaudelle (PS) von 1998 bis 2008, Anne Baron (Divers droite) von 2008 bis 2011 und Rachelle Louis (wiederum PS) von 2011 bis 2015.

## Gemeinden
Der Kanton bestand aus sechs Gemeinden und einem Teil der Stadt Sedan:
| Gemeinde    | Einwohner Jahr | Fläche km² | Bevölkerungsdichte | Code INSEE | Postleitzahl |
| ----------- | -------------- | ---------- | ------------------ | ---------- | ------------ |
| La Chapelle | 171 (2013)     | 7,52       | 23 Einw./km²       | 08101      | 08200        |
| Fleigneux   | 203 (2013)     | 13,65      | 15 Einw./km²       | 08170      | 08200        |
| Floing      | 2.483 (2013)   | 7,43       | 334 Einw./km²      | 08174      | 08200        |
| Givonne     | 1.099 (2013)   | 14,04      | 78 Einw./km²       | 08191      | 08200        |
| Glaire      | 916 (2013)     | 6,46       | 142 Einw./km²      | 08194      | 08200        |
| Illy        | 395 (2013)     | 15,6       | 25 Einw./km²       | 08232      | 08200        |
| Sedan       | 18.134 (2013)  | –          | – Einw./km²        | 08409      | 08200        |

## Bevölkerungsentwicklung
| 1990   | 1999   | 2006   | 2011   |
| ------ | ------ | ------ | ------ |
| 11.260 | 11.198 | 11.255 | 11.338 |